# Pieckepoort

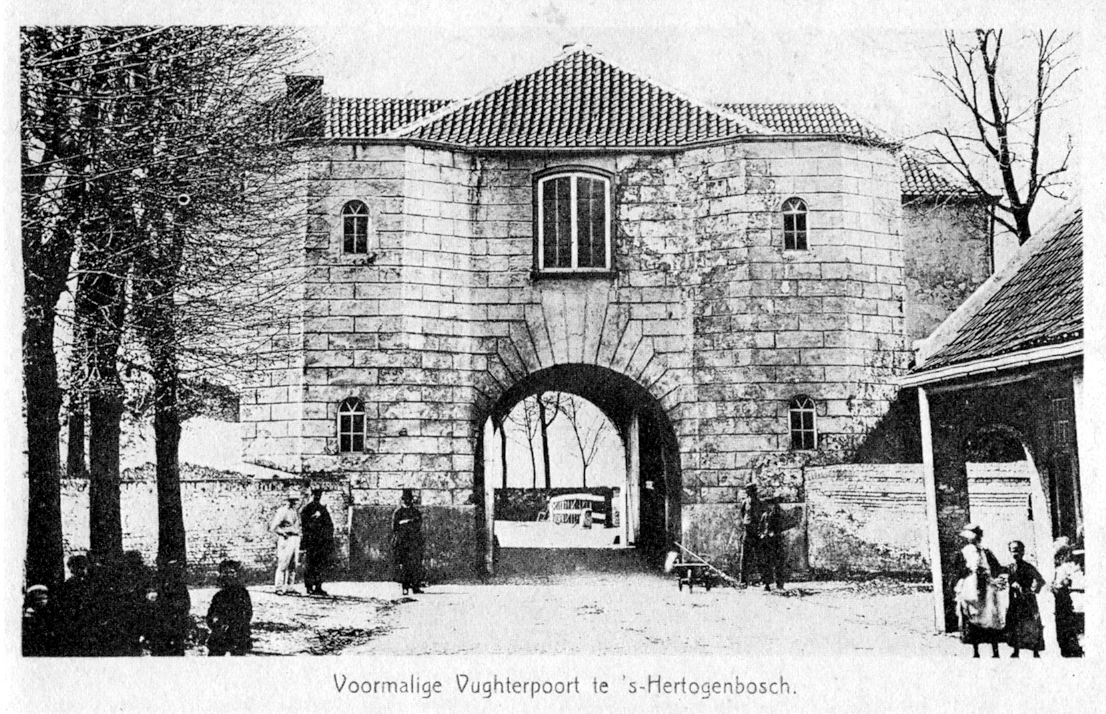
Zicht vanuit Vughterstraat

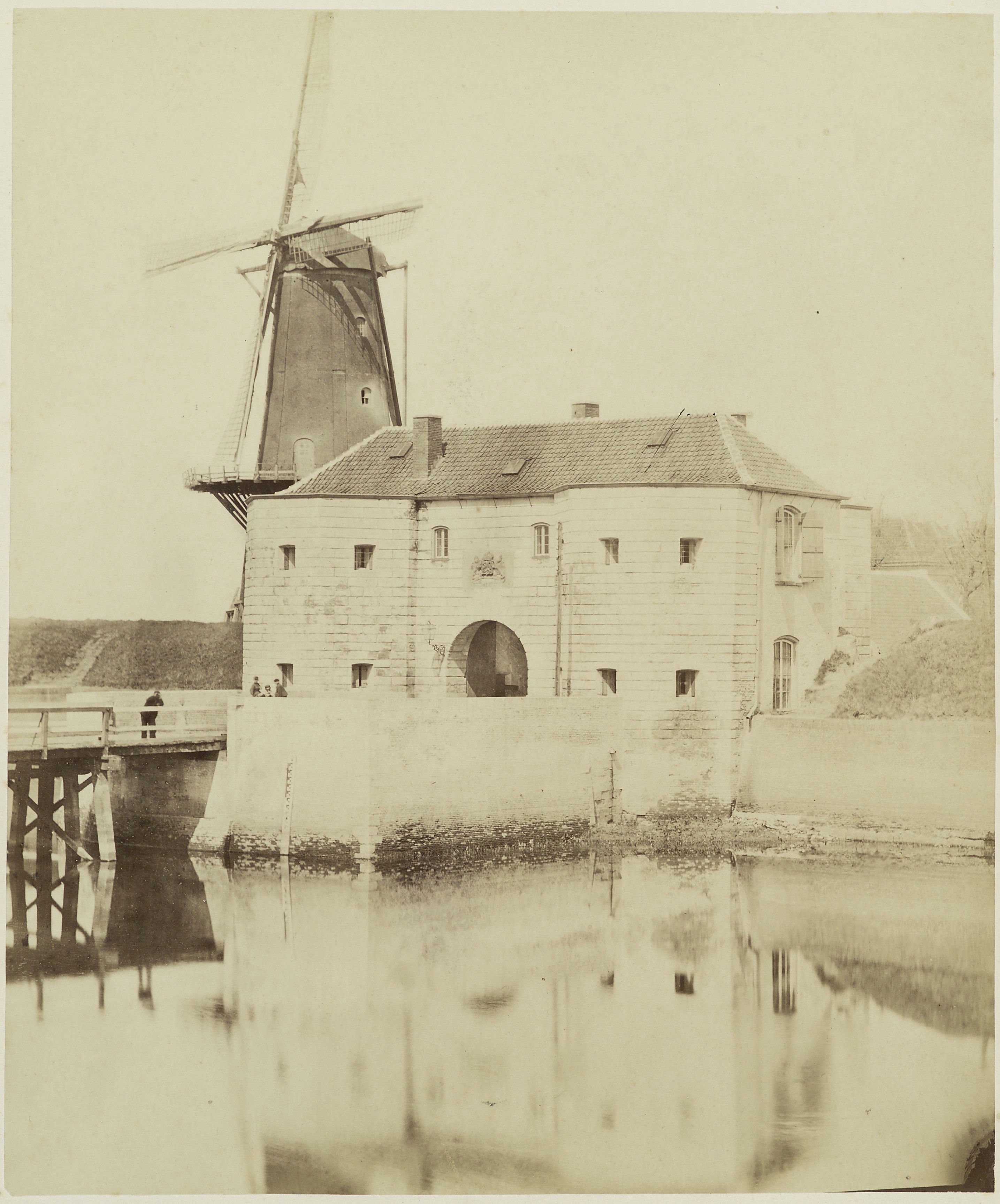
Komend vanuit Vught gezien

De Pieckepoort (Pickepoort) of Vughterpoort was de derde poort in de richting Vught, gebouwd voor de uitbreiding van de vestingwerken van de Nederlandse stad 's-Hertogenbosch.
Het gebouw gelegen op het huidige Wilhelminaplein was de toegangspoort vanuit Vught naar 's-Hertogenbosch. Na voltooiing in 1399 waren in de Vughterstraat de Antwerpse Poort bij de markt en de Vughterpoort ter hoogte van de Kuipertjeswal overbodig geworden en kregen ze een andere functie.
Bij het beleg van de stad in 1629 werd de Vughterpoort zwaar beschadigd . Honderd jaar later werd ze herbouwd. Rond 1890 had de poort geen functie meer en werd deze gesloopt, tegelijk met de Sint-Janspoort en Hinthamerpoort.
Medio 2016 zijn de fundamenten van deze poort blootgelegd.